# Crusellstipendiet
Crusellstipendiet instiftades 1987 av föreningen Föreningen Musik i Linköping, MIL. Det delas ut till unga lovande dirigenter med ändamål att främja stipendiatens musikaliska och konstnärliga utveckling. Stipendiet delas ut vartannat år och är ett av få i Sverige som är avsett enbart för dirigenter.
Föreningen Musik i Linköping, MIL, är också huvudarrangör för Östergötlands Musikdagar, www.musikdagar.com. 
Prissumman är 75 000 kr (2024).
Stipendiet bär Bernhard Henrik Crusells namn. Crusell var från 1818 kapellmästare för de båda livgrenadjärregementenas musikkårer i Linköping.

## Stipendiater
- 1989 – Per Borin
- 1991 – Mats Janhagen
- 1993 – B. Tommy Andersson
- 1995 – Michael Bartosch
- 1997 – Andreas Hansson
- 1999 – Stefan Solyom
- 2001 – Joakim Unander
- 2003 – Andreas Lönnqvist
- 2005 – Eva-Charlotte Roslin[2]
- 2007 – Olof Boman[3]
- 2009 – Daniel Blendulf[4]
- 2011 – Marie Rosenmir[5]
- 2013 – Johan Larsson[4]
- 2015 – Emil Eliasson
- 2017 – Andreas Eriksson Hjort[1]
- 2019 – Gudrun Dahlkvist[6]
- 2022 – Anton Holmer[7]
- 2024 – Rebecka Gustafsson